# Ion beam sputtering
Lo ion beam sputtering è una tecnica di sputtering attuata con un cannone a ioni.

## Applicazioni
È alla base di molti processi tra cui lo ion beam figuring per la rifinitura delle ottiche, lo ion beam cleaning per l'accurata pulizia di superfici e la deposizione di materiali.